# Tipula (Microtipula) schunkei
Tipula (Microtipula) schunkei is een tweevleugelige uit de familie langpootmuggen (Tipulidae). De soort komt voor in het Neotropisch gebied.